# (19484) Vanessaspini
(19484) Vanessaspini (1998 HF121) – planetoida z pasa głównego asteroid okrążająca Słońce w ciągu 3,54 lat w średniej odległości 2,32 j.a. Odkryta 23 kwietnia 1998 roku.